# Cień Poego
Cień Poego (ang. The Poe Shadow) – powieść autorstwa Matthew Pearla opublikowana nakładem wydawnictwa Random House. W powieści tej autor chce rozwiązać tajemnicę śmierci Edgara Allana Poego. Matthew Pearl w książce posługuje się znalezionymi przez siebie materiałami.

## Zarys fabuły
Akcja powieści toczy się w Baltimore w 1849 roku. Odbył się wtedy pogrzeb Edgara Allana Poego. Nie wzbudziło to żalu ani smutku, a dziennikarze jako przyczynę śmierci podali chorobę alkoholową. Jednak młody, dobrze zapowiadający się prawnik – Quentin Clark – decyduje się przeprowadzić własne śledztwo, którego celem jest wyjaśnienie tajemniczej śmierci wybitnego pisarza i ocalenie go od zapomnienia. Udaje się on do Paryża, gdzie odnajduje mężczyznę, który mógł być pierwowzorem bohatera Morderstwa przy Rue Morgue – C. Auguste'a Dupina.